# Roland Dufström

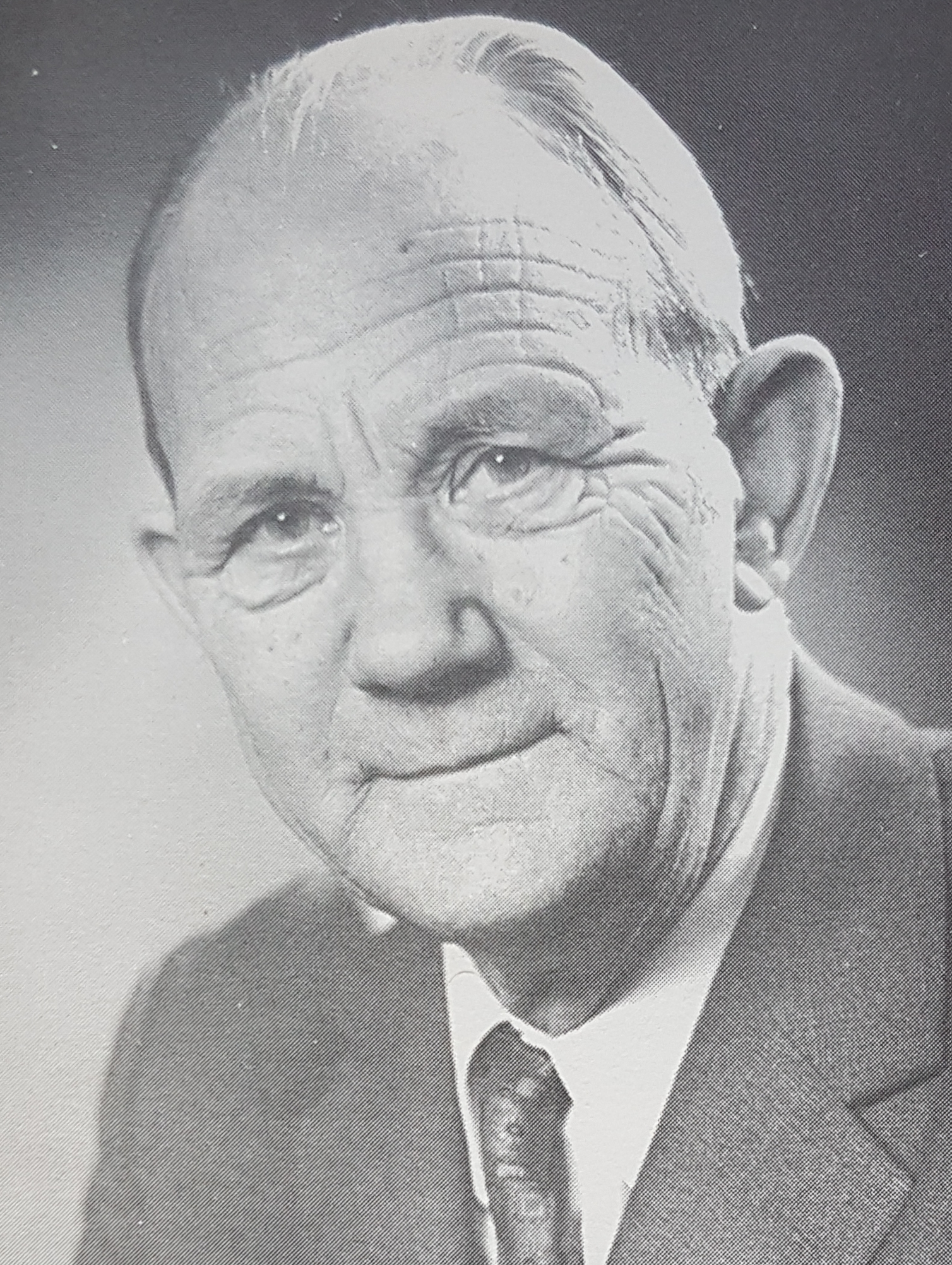
Roland Dufström

Lars Roland Dufström, född 21 mars 1904 i Fryksände församling, död där 2 juni 1976, var en svensk konstnär och yrkesmålare. Han är far till Margita Dufström-Rundh. 
Dufström var förutom några månaders utbildning för Tapani Lemminkäinen i Finland, autodidakt. Han arbetade som yrkesmålare fram till i början av 1950-talet då han släppte yrket för att på heltid arbeta med konst. Han konst bestod av färgträsnitt med en tillbakadragen färgskala. Tillsammans med konstnären Tor Ivar Andersson for han 1958 till den grekiska ön Hydra, och från den resan hämtade han motiv ända fram till sin bortgång. Han använde oljefärger när han tryckte sina blad och färgen ligger därför ovanligt tjockt på papperet, och upplagorna var små sällan mer än 20 exemplar av samma tryckt. Han var en av initiativtagarna till bildandet av Norra Värmlands konstförening i början av 1950-talet.